# Райн (Люцерн)
Райн (нем. Rain LU) — коммуна в Швейцарии, в кантоне Люцерн. 
Входит в состав округа Хохдорф. Население составляет 2097 человек (на 31 декабря 2006 года). Официальный код — 1037.